# Foutouri-Peulh
Ne doit pas être confondu avec Foutouri.
Foutouri-Peulh est une commune rurale située dans le département de Foutouri de la province de la Komondjari dans la région de l'Est au Burkina Faso.

## Santé et éducation
Le centre de soins le plus proche de Foutouri-Peulh est le centre de santé et de promotion sociale (CSPS) de Tankoualou.